# Симидзу (посёлок, Сидзуока)
Сими́дзу (яп. 清水町 Симидзу-тё:) — посёлок в Японии, находящийся в уезде Сунто префектуры Сидзуока. Площадь посёлка составляет 8,84 км², население — 32 211 человек (1 августа 2014), плотность населения — 3643,78 чел./км².

## Географическое положение
Посёлок расположен на острове Хонсю в префектуре Сидзуока региона Тюбу. С ним граничат города Нумадзу, Мисима и посёлок Нагаидзуми.

## Население
Население посёлка составляет 32 211 человек (1 августа 2014), а плотность — 3643,78 чел./км². Изменение численности населения с 1980 по 2005 годы:
| 1980 | 26 408 чел. |  |
| 1985 | 26 803 чел. |  |
| 1990 | 27 755 чел. |  |
| 1995 | 29 518 чел. |  |
| 2000 | 30 870 чел. |  |
| 2005 | 31 961 чел. |  |

## Символика
Деревом посёлка считается кастанопсис, цветком — хризантема, птицей — обыкновенный зимородок.